# José Francisco de Miranda Osório
José Francisco de Miranda Osório (Oeiras, 1800 - Parnaíba, 1877) foi um revolucionário, militar e político brasileiro.
Foi 6º vice-presidente da província do Piauí, exercendo a presidência interinamente duas vezes, de 19 de março a 18 de abril de 1872 e de 1 a 22 de fevereiro de 1873.